# Andròmac d'Elis
Andròmac d'Elis (en llatí Andromachus, en grec antic Ἀνδρόμαχος) va ser un comandant d'Elis que l'any 364 aC, al front de les forces d'Èlide, va ser derrotat pels arcadis. A causa de la derrota, Andròmac es va suïcidar, segons diu Xenofont.